# Orden de Vasa

Traje de la Real Orden de Vasa, circa 1820.

La Real Orden de Vasa es una orden caballeresca instituida por Gustavo III de Suecia el 26 de mayo de 1772, día de su coronación.
Los fines de su creación fueron el fomento de la agricultura, la minería, el comercio y todas las ciencias relacionadas con la economía política. Tenía por objeto de recompensar los servicios civiles a los artistas.[cita requerida] Esta orden se compone de tres clases: seis grandes cruces, ocho comendadores y cincuenta caballeros, sin contar los extranjeros.
La divisa es un medallón de oro esmaltado de blanco y orlado con una faja de gules; en el centro una gavilla de mieses al natural, atada con un lazo de oro. La cinta es verde. Las grandes cruces llevan una placa.

## Historia
El 17 de julio de 1772 celebró el rey la solemne institución de la orden en la capilla vestido de ceremonia, acompañado de sus hermanos los príncipes y de todos los caballeros de las órdenes de los Serafines, de la Espada y de la Estrella Polar. Prestó juramento como gran maestre, nombró tres grandes cruces, dos comendadores y veinte caballeros. Después tuvo lugar el capítulo general de todas las órdenes del reino, y finalmente celebró un banquete en el palacio real.
La orden ha estado inactiva desde la reforma de la orden en 1975, pero en mayo de 2018, seis miembros del Comité de Constitución anunciaron que se revisaría el sistema de órdenes y que los ciudadanos suecos podríam volver a recibir órdenes suecas y que se reanudarían las entregas de premios dentro de la orden.

## Grados
La Orden tenía cinco clases:
- Comendador con Gran Cruz: lleva la insignia en un collar (cadena) o en una faja en el hombro derecho, más la estrella en el pecho izquierdo.
- Comendador de Primera Clase: lleva la insignia en un collar, más la estrella en el pecho izquierdo;
- Comendador: lleva la insignia en un collar.
- Caballero de Primera Clase  (Miembro  de Primera Clase  para mujeres y clérigos): lleva la insignia en una cinta en el pecho izquierdo.
- Caballero (Miembro para mujeres y clérigos): lleva la insignia en una cinta en el pecho izquierdo.

Además, la "Insignia de Vasa" y la Medalla Vasa se usaron en una cinta en el pecho izquierdo.

## Insignias y Vestiduras
- El "collar" de la Orden era de oro y consistía en cuatro gavillas (el emblema de Rey Gustavo Vasa), cuatro hojas de ortiga esmaltada en blanco, cada una con un escudo en blanco sobre rojo (el emblema de Holstein, donde nació el Rey Adolfo Federico, el padre del Rey Gustavo III y de donde su familia, la Casa de Holstein-Gottorp, tomó su nombre), así como ocho escudos azules coronados con las Tres Coronas, el emblema de Suecia, cada uno flanqueado por un par de caduceo y un par de cuernos de la abundancia.

- La insignia de la Orden es una Cruz de Malta esmaltada en blanco, en plata para la clase Caballero, en dorado para Caballero de Primera Clase y superior, con Coronas entre los brazos de la cruz. El disco ovalado central, que era idéntico en ambos lados, presentaba una gavilla dorada sobre un fondo de esmalte negro, rodeado por un anillo de esmalte rojo con la leyenda "Gustaf 3. Instiktare 1772" ("Instituido por Gustaf III, 1772"). La insignia cuelga de una corona real. Durante la primera época de la Orden, la insignia consistía solo en el disco ovalado.

- La Insignia de Vasa es similar a la insignia de plata de la Orden del caballero, pero la cruz no tenía esmalte blanco.

- La "estrella" de la Orden es una Cruz de Malta de plata con una gavilla de plata en el centro. La de la Gran Cruz tenía también el emblema de la hoja de ortiga mencionado en plata entre los brazos de la cruz.

- La cinta de la Orden es verde.

- Anteriormente, la Orden tenía asimismo un hábito distintivo verde y blanco usado en ocasiones formales, como en los capítulos de la Orden. El hábito incluía calzones verdes y camisa verde con hombreras acolchadas, ambas con costura blanca, una faja blanca con flecos dorados alrededor de la cintura y un manto verde con un forro blanco. La estrella de la Orden estaba bordada sobre el pecho izquierdo tanto del doblete como del manto. Un sombrero de copa negro con una banda dorada y un penacho de avestruces blancas y plumas de garceta negra y un par de botas verdes con espuelas doradas completaban el hábito. El collar de la Orden se usaba sobre las hombreras del doblete.